# Pitagora (Intercity)
Pitagora era la denominazione che le Ferrovie dello Stato attribuirono, a partire dal 1988, alla coppia di treni intercity che collegavano la zona Jonica della Calabria con la Puglia. Questo servizio venne istituito verso la fine degli anni cinquanta, collegando inizialmente le città di Reggio Calabria e Bari percorrendo l'intera Ferrovia Jonica e la Bari-Taranto; in seguito fu mutata la stazione d'origine e di termine corsa presso la stazione di Villa San Giovanni, per permetterne la coincidenza ai passeggeri siciliani, data la chiusura al traffico della stazione di Reggio Calabria Marittima.
Come era in uso al tempo per le relazioni ferroviarie prestigiose fu così denominato in onore di Pitagora, filosofo e matematico, fondatore della scuola di Crotone e morto a Metaponto, entrambe località servite dal treno.

## Storia
Sino al 1988 venne classificato a periodi treno rapido oppure Treno direttissimo o Espresso con origine a Reggio Calabria Marittima; il corrispondente da Bari Centrale terminava la sua corsa nella medesima stazione marittima per permetterne l'utilizzo del servizio anche ai passeggeri provenienti dalla Sicilia.
In seguito all'elettrificazione della Jonica fino alla stazione di Sibari venne disposto il cambio di trazione in tale scalo, oltre a quello già presente a Taranto, che ciò impose una sosta di circa dodici minuti che rimase fino al 1995 quando, per guadagnare tempo sulla tabella di marcia, il cambio di trazione fu abbandonato a favore della completa trazione diesel da Villa San Giovanni a Taranto e viceversa. Ciò tuttavia non determinò alcuna variazione dei tempi di percorrenza in quanto, dalla metà degli anni novanta, la Jonica è stata lungamente interessata da lavori di potenziamento che determinavano rallentamenti.
Alla trazione del treno, sino alla fine degli anni ottanta, fu assegnata una D.341, successivamente sostituita da D.445; la tratta elettrificata prevedeva solitamente un E.656.
Il 22 settembre 1997 fu protagonista di uno spaventoso incidente subito dopo aver transitato dalla stazione di Brancaleone. A causa delle torrenziali piogge, un furgone Daily Iveco sbandò mentre transitava sulla SS 106 Jonica, sfondando il guard-rail e finendo la propria corsa sui binari. Di lì a poco, sopraggiunse l'intercity 784 "Pitagora" che, nonostante la prontezza dei macchinisti, non riuscì ad evitare il violento impatto. Al cospetto di quanto accaduto, le conseguenze non furono gravissime: l'autista del furgone riuscì a scendere in tempo dal veicolo, mentre tra gli occupanti dell'InterCity si verificò solo qualche contuso tra cui i due macchinisti. Diverso destino per i mezzi coinvolti: il furgone venne disintegrato totalmente, due UIC-Z1 dovettero essere riposizionate sui binari a causa della loro inclinazione (la terza, una Gran Comfort, rimase miracolosamente sulle rotaie), mentre il locomotore titolare del treno, la D 445 1146, venne demolito a causa degli ingenti danni subiti.
Dopo la soppressione avvenuta nel 2003 ed il successivo instradamento via Mileto sino al 2005, vi furono svariate interpellanze alla Camera dei deputati e al Senato della Repubblica; vi furono movimenti di protesta attuati dai sindaci della Locride a tal proposito: uno dei primi a mobilitarsi fu l'allora Vescovo della Diocesi di Locri, Monsignor Giancarlo Maria Bregantini.

## Materiale rotabile
La composizione, negli anni subì parecchie variazioni. Dopo la scomparsa dal servizio rapido delle automotrici termiche, spesso in doppia e tripla composizione, ALn 772, ALn 442, ALn 773, dal 1975 si utilizzarono dapprima le vetture di tipo 1959 e quindi si passò alle classiche UIC-X di tipo unificato con livrea rosso fegato, grigio beige e grigio ardesia sino ad arrivare alle vetture di tipo UIC-Z1, Eurofima e Gran Confort. Il numero di carrozze presenti variò dalle sette vetture degli inizi sino alle tre degli ultimi anni.
Data la suddivisione della linea Jonica in tre rami (Reggio Calabria Centrale–Metaponto; Metaponto–Taranto; Taranto–Bari Centrale), la numerazione di entrambe le relazioni prevedeva dunque due cambi, di cui uno a Metaponto e l'altro a Taranto.
Le numerazioni del "Pitagora" furono le seguenti:
- dagli anni sessanta fino al 1988: numerazioni varie nell'arco dei primi quindici anni di vita quando era classificato principalmente come treno rapido effettuato da automotrici, incluse tra il 1972 ed il 1974 anche le Breda ALn 442 ex TEE, e per brevi periodi come Espresso Reggio Calabria Marittima–Bari Centrale e viceversa. La percorrenza più veloce sull'intera tratta risale al 1977, con un tempo di sette ore e sedici minuti di cui due ore e cinque minuti nel tratto tra Catanzaro e Reggio Calabria Centrale.
- dal 1988 al 1994: Intercity 695, 696, 697 e 698 Villa San Giovanni–Bari Centrale ed Intercity 691, 692, 693 e 694 Bari Centrale–Villa San Giovanni;
- dal 1994 al 1998: Intercity 789, 790, 791 e 792 Villa San Giovanni–Bari Centrale ed Intercity 785, 786, 787 e 788 Bari Centrale–Villa San Giovanni;
- dal 1998 al 2003: Intercity 691, 692, 693 e 694 Villa San Giovanni–Bari Centrale ed Intercity 695, 696, 697 e 698 Bari Centrale–Villa San Giovanni.

## Servizio
La relazione pari, da Villa San Giovanni a Bari Centrale, partiva alle prime luci dell'alba, generalmente alle ore 6:45, per arrivare a Bari nel primo pomeriggio, all'incirca alle ore 14.35. In questo modo si garantiva la coincidenza con l'ultimo treno diurno che dal capoluogo pugliese partiva per risalire la costa Adriatica. La relazione dispari, rispettando lo schema di quella pari, attendeva il collegamento dall'Adriatica, per poi partire da Bari alle ore 15.30 ed arrivare a destinazione in seconda serata, all'incirca alle ore 23.15.
Il servizio offerto da questo treno comprendeva la prima e la seconda classe sino al 1997 e solo la seconda classe dal 1997 in poi, anche se la maggior parte delle volte veniva effettuato con vetture di prima classe declassate. Per alcuni anni, inoltre, ha espletato servizio postale blindato.
Trattandosi di un treno veloce, soprattutto nella parte meridionale della Jonica, dalla metà degli anni novanta al 2003 aveva una traccia oraria abbastanza stretta che gli permetteva di viaggiare alla velocità commerciale di 79 km/h tra Reggio Calabria Centrale e Catanzaro Lido, percorrendo i 178 km che dividono le due città in circa 2 ore e 15 minuti.
Sino a quando fu classificato Espresso, la relazione pari partiva da Reggio Calabria Marittima per poi sostare a Reggio Calabria Lido, Reggio Calabria Centrale, Reggio Calabria OMECA, Melito di Porto Salvo, Brancaleone, Bianco, Bovalino, Locri, Siderno, Gioiosa Jonica, Roccella Jonica, Soverato, Catanzaro Lido, Crotone, Cirò, Cariati, Rossano, Corigliano, Sibari, Trebisacce, Metaponto, Taranto, Gioia del Colle e Bari Centrale. Le stesse venivano effettuate dalla relazione dispari.
Dal 1988, dopo la trasformazione in Intercity e l'attestazione del collegamento presso Villa San Giovanni, sparirono le fermate a Reggio Calabria Omeca, Brancaleone, Bianco, Bovalino e Gioiosa Jonica. Nei primi anni novanta fu inserita anche la fermata a Policoro-Tursi, mentre quella a Brancaleone fu ripristinata solo nel 2002, non mutando, tuttavia, i tempi di percorrenza.
Il "Pitagora" era un collegamento simmetrico ad un altro treno intercity sulla relazione Reggio Calabria Centrale–Bari Centrale e viceversa: la traccia oraria prevedeva la partenza nel pomeriggio dal capoluogo calabrese e l'arrivo in serata in Puglia per quanto riguardava la relazione pari; la relazione dispari invece partiva in mattinata da Bari per arrivare nel pomeriggio in Calabria. Negli anni, ha spesso cambiato nome, composizione, numerazione e classificazione (prima Intercity, poi Espresso).